# Таньо Стоянов
Вижте пояснителната страница за други личности с името Таньо войвода.
Таньо (Атанас, Стоян) Стоянов Куртев, известен като Таньо войвода, е български нациоалреволюционер. Ръководи чета по време на Априлското въстание (1876).

## Биография
Роден е на 5 април 1846 г. в град Сливен. Учи в родния си град и след това става джелепин (търговец на добитък).

## Дейност във ВРО (Вътрешна революционна организация)
Привлечен към революционното движение от Васил Левски. Един от основателите на Сливенския частен революционен комитет на Вътрешната революционна организация (1871). Васил Левски го определя за Апостол в Ескиджумайско, Османпазарско, Котленско и Хаджиоглупазарджишко и го снабдява с пълномощно от 15 ноември 1872 г. Заема се с дейността си, но скоро е заловен от османските власти. Откаран е в Цариград и през септември 1872 г. и е осъден на доживотно заточение в Диарбекир, Кюрдистан. През февруари 1875 г., заедно със зетя си – комитата Георги Гиндев от Сливен, бяга от Диарбекир. Успява да стигне до Румъния, като се установява в Браила.

## Участие в Априлското въстание
През август 1875 г. е извикан в Букурещ и е определен за апостол в Сливенско. Преминава в Османската империя и във Варна получава инструкции от дошлия от Цариград Иваница Данчев, среща се в Аккадънлар с поп Харитон и Стоил войвода. През Тутраканско се прехвърлят в Олтеница, където се среща с Панайот Хитов. Заминава за Турну Мъгуреле, където след като Гюргевският революционен комитет взима решение за въстание, сам организира чета от 26 души. Преминаването ѝ е съгласувано с това на четата на Христо Ботев. По съвет на Ботев и Никола Обретенов Таньо Стоянов се насочва към Олтеница, за да може едната емигрантска чета да подпомогне въстанието в Източна, а другата в Западна България.
На 16 срещу 17 май 1876 г. четата тръгва от Олтеница, минава Дунава, слиза при село Косуй Българ (днес Пожарево), Тутраканско, и тръгва на юг към Стара планина с цел да се подпомогне въстанието във Втори сливенски революционен окръг. Четата на Христо Ботев минава Дунава същия ден при Козлодуй. Пътят на четата на Таньо войвода минава през Делиормана покрай преобладаващо турски села и скоро е открита. След нея тръгват потери. Води три последователни сражения – при село Спахлар (дн. Ломци), на хълма Припека при село Аязлар (дн. Светлен) и последното – на 27 май 1876 г., на Керчан баир, при село Араплар (дн. село Априлово), в което четата е разбита. Четниците се разбягват, а Таньо Войвода започва ръкопашен бой с турците, за да могат другарите му да се оттеглят в Балкана. След като убива шестима турци с ятагана си, войводата пада убит. Главата му е отрязана и разнасяна из околните села – по пазарите им, за сплашване на местното българско население.

## Семейство
Бащата на Таньо Стоянов има трима синове и две дъщери: Курти – роден през 1842 г., Тодора (Тона) – през 1844 г., Таньо – през 1846 г., Димитър – през 1854 г. и Рада – родена през 1856 г. Всички освен Таньо също са оставили поколение.

## Памет
- От 1985 г. всяка година – от 30 май до 2 юни, се организира четиридневен поход „По стъпките на четата на Таньо войвода“.[4]
- Площад „Таньо войвода“ в Сливен
- Паметник на Таньо войвода в Сливен[5][6]
- По линията София – Варна между гарите Сливен и  Жельо войвода се намира и жп спирка „Таньо Войвода“.
- На Таньо Стоянов е наречена улица в квартал „Люлин“ в София (Карта).

## Галерия
- Керчан баир. Лобното място на Таньо Войвода
- Паметник до с. Априлово, Поповско
- Паметник на войводата в центъра на град Попово
- Паметникът на Таньо Войвода на едноименната улица в Сливен
- Паметна плоча в квартал „Вароша“, Разград